# La acróbata de la bola
La  acróbata de la bola es un lienzo pintado en 1905 por Pablo Picasso, después de mudarse al barrio de Montmartre de París cuando contaba 23 años de edad.

Está considerada como una de las obras cumbre del período rosa. La obra, pintada al óleo, representa en un paisaje agreste, en primer término de espaldas al espectador, a un atleta adulto sentado en un objeto cúbico y, en segundo término, a una niña haciendo equilibrios sobre una bola. El cuadro actualmente es parte de la colección del Museo Pushkin en Rusia.

### Historia del cuadro
Picasso desde 1904 visitaba regularmente el Circo Medrano, instalado cerca del Bateau-Lavoir, donde tenía su estudio. 
Por medio de las figuras circenses, el pintor reflexiona sobre la vida de los artistas, que vincula con su propia experimentación sobre los problemas fundamentales de la pintura. La acróbata de la bola muestra el temperamento de juego, propio de los artistas.
Con este cuadro, Picasso no se centra estrictamente en el destino de las personas en las artes, sino que quiere redundar en las leyes universales de equilibrio e interacción, de armonía y contraste. El atleta sentado, rígido, representa la disciplina y el rigor y la joven equilibrista, grácil, son la ligereza y la espontaneidad, elementos contrapuestos que definen la propia dualidad del artista.
El poeta Guillaume Apollinaire, amigo de Picasso, se refirió a la acróbata de la bola «casi como un fresco» y como una «danza estelar», en relación a la armonía del cosmos.
El cuadro está pintado sobre una tela reutilizada que Picasso ya había usado anteriormente para el retrato del pintor Francisco Iturrino, expuesto en 1901 en la galería de Ambroise Vollard, en París, durante la primera exposición de Picasso, que compartió con el mismo Iturrino.
El pintor preparó esta obra como una de las de mayor tamaño e importancia para una exposición en las galerías Serrurier en París en 1905.

### Museo Pushkin
Adquirida en 1907 por la pareja de escritores y coleccionistas estadounidenses Leo y Gertrude Stein, pasó luego a la galería del marchante de arte alemán Daniel-Henry Kahnweiler, que la vendió en 1913 al coleccionista ruso Iván Abrámovich Morózov. Tras la Revolución Rusa, la colección de Morózov fue confiscada por el gobierno soviético y pasó a formar parte de las colecciones estatales, asignada al Museo Pushkin de Moscú, en donde se custodia.
Irina Antónova, ex-directora del museo, consideraba La acróbata de la bola como la obra emblemática de dicha institución.
La obra, además de su exhibición permanente en el Museo Pushkin, fue prestada para su exposición a la galería Tate de Londres en 1960 y el museo del Louvre en París en 1971. En 2011, el cuadro, que no había salido de Moscú tras su estancia en el Louvre, se expuso por primera vez en España en el Museo del Prado de Madrid.